# إدغار بروكس
إدغار بروكس هو سياسي جنوب أفريقي، ولد في 4 فبراير 1897، وتوفي في 1979.